# Athabasca Glacier
Athabasca Glacier är en glaciär i Kanada.   Den ligger i provinsen Alberta, i den centrala delen av landet, 3 100 km väster om huvudstaden Ottawa. Athabasca Glacier ligger 2 297 meter över havet. Arean är 6,0 kvadratkilometer.
Terrängen runt Athabasca Glacier är bergig åt nordost, men åt sydväst är den kuperad. Trakten runt Athabasca Glacier är nära nog obefolkad, med mindre än två invånare per kvadratkilometer.. Det finns inga samhällen i närheten. 
Trakten runt Athabasca Glacier är permanent täckt av is och snö.